# Elana Hagler
Elana Hagler est une artiste visuelle américaine, portraitiste et professeure d'art, connue également en tant que conceptrice de pièces de monnaie au sein du programme Artistic Infusion de la Monnaie des États-Unis. Ses œuvres, qui combinent une formation artistique classique avec une approche observationnelle, se retrouvent sur des pièces de monnaie et des médailles commémoratives américaines, notamment la pièce de 1 dollar présidentielle George H.W. Bush de 2020 et plusieurs quarts de dollar de la série American Women, dont celui de la Dr. Sally Ride. En 2024, la pièce d'or American Liberty (en) de 2023, dont elle a conçu l'avers, a été nommée pièce de l'année (en).

## Biographie et éducation
Elana Hagler est née à Tel Aviv, en Israël, et a immigré aux États-Unis à l'âge de cinq ans, en 1985, avec sa mère et ses grands-parents, s'installant à Los Angeles. Dès son plus jeune âge, elle a montré un talent artistique, réalisant des dessins « d'un squelette particulièrement noueux avec des ailes » pour des camarades de classe, qu'elle vendait pour un quart de dollar.
Elle a commencé ses études à l'Université Brandeis à Boston, où elle a d'abord poursuivi une double carrière en neurosciences et en psychologie. À l'âge de 20 ans, après avoir terminé ses études en psychologie, elle a abandonné les neurosciences pour se concentrer sur les beaux-arts, obtenant un baccalauréat ès arts en beaux-arts. Elle a bénéficié de la bourse Remis Art Education Grant, qui lui a permis d'étudier en Italie avec Lennart Anderson (en), une expérience qui l'a orientée vers la peinture d'observation,.
Après Brandeis, Hagler a passé deux ans à Jérusalem pour des études à la Jerusalem Studio School (en) avec le peintre Israel Hershberg (en),. Elle a ensuite obtenu sa maîtrise en beaux-arts (MFA) à la Pennsylvania Academy of the Fine Arts à Philadelphie, se spécialisant dans la peinture perceptuelle et le dessin,. Hagler estime que sa solide formation en arts libéraux de Brandeis lui a été précieuse, notamment pour la recherche historique requise dans ses travaux pour la Monnaie des États-Unis, lui enseignant « comment apprendre »,.

## Carrière artistique et pédagogique
En tant qu’artiste et portraitiste, Elana Hagler a exposé ses œuvres à l'échelle nationale et internationale. Ses peintures et portraits à l'huile ont été exposés dans des galeries comme la Stonehenge Gallery. Elle a également participé à des expositions collectives, telle que A Portrait Collective au centre d'art international de l'université de Troy. Elle a réalisé un portrait de l'ancien représentant américain Terry Everett (en), qui est exposé à l'université de Troy.
Elle est professeure adjointe d'art, enseignant la peinture et le dessin à l'université d'État de l'Alabama. Auparavant, elle a enseigné les beaux-arts à Cornell College, au Delaware College of Art and Design (en), et à Swarthmore College,.
Pendant la pandémie, Hagler a développé une série de peintures au pastel sur papier intitulée Art in the Time of Pandemic, principalement des oiseaux originaires de l'Alabama, qui ont été utilisées comme récompenses pour les ,Business in the Arts Awards du Montgomery Area Business Committee for the Arts (MABCA). Elle a exploré les caractéristiques symboliques des oiseaux, bien que son processus créatif reste axé sur la composition, la lumière et l'obscurité, plutôt que sur le symbolisme direct. 

## Monnaie des États-Unis
Elana Hagler a rejoint le programme Artistic Infusion (AIP) de la Monnaie des États-Unis en 2019, après un processus de sélection de six mois. Ce programme réunit des artistes pour soumettre de nouveaux designs pour les pièces et médailles de la nation. Elle a dû s'adapter à la nature « exacte » et au « minuscule canevas » de la conception de pièces, un domaine qu'elle n'avait jamais envisagé auparavant,.

### Pièce présidentielle George H.W. Bush
Elle a conçu l'avers de la pièce présidentielle de 1 dollar honorant le 41e président, George H.W. Bush. Le design a été sculpté par le graveur en chef, Joseph Menna. Le revers de la pièce présente la statue de la Liberté, un design commun à la série, conçu et sculpté par Don Everhart. Son design a été choisi par la commission des beaux-arts des États-Unis, le comité consultatif des citoyens sur les pièces de monnaie (Citizens Coinage Advisory Committee - CCAC), la famille Bush, et finalement approuvé par le secrétaire au Trésor Steven Mnuchin. Cette conception a eu une signification particulière pour Elena Hagler en tant qu'immigrante, d'autant plus que le fils du président, George W. Bush, a publié un livre sur les contributions des immigrants à l'Amérique.

### Quart de dollar Sally Ride
Hagler a conçu le revers du quart de dollar American Women de Sally Ride, la première femme américaine dans l'espace. Le design a été sculpté par l'artiste médailleur Phebe Hemphill. Le design représente Ride à côté d'une fenêtre de la navette spatiale, inspiré par sa citation « Mais quand je ne travaillais pas, j'étais généralement à une fenêtre regardant la Terre ». L'inscription E PLURIBUS UNUM est délibérément placée au-dessus de la Terre, à côté des États-Unis, soulignant que Ride fut la première femme américaine dans l'espace,. Ce design, sélectionné par la secrétaire au Trésor Janet Yellen, visait à célébrer les femmes pionnières et à inspirer les jeunes filles, particulièrement dans les domaines scientifiques,.

### Pièce d'or et médaille d'argent American Liberty
Hagler a conçu l'avers de la pièce d'or de 100 $ American Liberty (en)de 2023 et de sa médaille d'argent associée. Ce design, sculpté par Joseph Menna, représente un pin Bristlecone, considéré comme l'un des plus anciens organismes vivants sur Terre, symbolisant la persévérance,. Le revers, conçu et sculpté par John P. McGraw, montre un aigle sur un affleurement rocheux, sur le point de prendre son envol. La pièce d'or American Liberty Liberty Through Perseverance a remporté le prix de la meilleure pièce d'or et a été nommée pièce de l'année (en) lors des Coin of the Year Awards en 2024.

### Quart de dollar Ida B. Wells
Hagler a conçu le revers de ce quart de dollar, qui met en vedette Ida B. Wells, journaliste d'investigation, suffragiste et militante des droits civiques. Le design représente Wells avec « un regard courageux et fier vers l'avenir ». Il a été sculpté par Phebe Hemphill,.

### Quart de dollar Stacey Milbern
Hagler a également conçu le revers du quart de dollar Stacey Milbern (en), une militante des droits des personnes handicapées. Ce design représente Milbern s'adressant à un public, avec des gestes évoquant un échange d'idées et la création d'alliances. Le design a été sculpté par Craig A. Campbell.